# Jean-Jacques Amsellem
 (décembre 2021).
Si vous disposez d'ouvrages ou d'articles de référence ou si vous connaissez des sites web de qualité traitant du thème abordé ici, merci de compléter l'article en donnant les références utiles à sa vérifiabilité et en les liant à la section « Notes et références ».
Pour les articles homonymes, voir Amsellem.
Jean-Jacques Amsellem est un réalisateur de télévision français, né le 4 décembre 1957[Où ?].

## Filmographie
- Émissions
  - Danarama - M6
  - L'Équipe du dimanche - Canal+
  - Combien ça coûte ? - TF1
  - Surprise sur prise ! - France 2
  - Ah! Quels titres - France 3
  - Millionnaire - TF1
  - Un siècle d'écrivains - France 3
  - Les Grosses Têtes - TF1
  - Finale de la coupe du monde 98 - international
  - Union libre - France 2
  - Le pire des Robins des Bois - Canal+
  - Le Juste Prix - TF1
  - Pourquoi, comment ? - France 3
  - Star Academy - TF1
  - Sans aucun doute - TF1
  - Attention à la marche - TF1
  - Le Coach - TF1
  - Les 100 plus grands... - TF1
  - Ça peut vous arriver - TF1
  - 100 minutes pour convaincre - France 2
  - Les Sept Péchés capitaux - TF1
  - Le Champion de la télé - TF1
  - Bêtes de scène 2007 - TF1
  - Miss France 2007 - TF1
  - On a tout essayé - France 2
  - Soirées élections présidentielles - France 2
  - Soirées élections législatives - France 2
  - Soirée élections municipales - France 2
  - À vous de juger - France 2
  - Le 20h - France 2
  - Burger Quiz - Canal+
  - La Matinale - Canal+
  - Jour de foot - Canal+
  - Le Grand Match - Canal+
  - Envoyé spécial - France 2
  - Première Compagnie - TF1
  - La Grande Soirée anti-arnaque - TF1
  - La Grande Soirée du sommeil - TF1
  - Savoir plus santé - France 2
  - Les 60 images qui ont marqué les Français - TF1
  - Le grand défi de la glace - TF1
  - Mascarade - TF1
  - La Soirée de l'étrange - TF1
  - Les Douze Cœurs - NRJ 12
  - Pas bêtes du tout - TF1
  - Nord/Sud : le grand match - TF1
  - La Toile infernale - Canal J
  - Les Trophées du Cœur - Gulli
  - Journal de 20 heures - France 2
  - Le Grand Duel des générations - TF1
  - Disney Break Show - Disney Channel / NRJ 12
  - Des paroles et des actes - France 2
  - Chabada - France 3
  - J+1 - Canal+
  - Plus d'Afrique[1] - Canal+ Afrique
  - Danse avec les Stars - TF1
  - On n'est pas couché - France 2
  - Alors on chante - TF1
  - TF1, 40 ans d'émotions partagées - TF1
  - Les Extra-ordinaires - TF1
  - Touche pas à mon poste ! - C8
  - La Chanson de l'année 2015 - TF1
  - Canal Rugby Club - Canal+
  - Ninja Warrior : Le Parcours des héros - TF1
  - 19 h Live - TF1
  - Action ou Vérité - TF1
  - Il en pense quoi Camille ? - C8
  - Le Hanounight Show - Canal+
  - Faut pas abuser - C8
  - Tous au Moulin Rouge pour le Sidaction - France 2
  - C l'hebdo - France 5
  - Little big stars, Le grand show des petits - C8
  - C'est Canteloup 2018 - TF1
  - L'Émission politique - France 2
  - Le grand bêtisier du 31 - TF1
  - C à vous - France 5
  - Vous avez la parole - France 2
  - La chanson française fête le 31 - France 2
  - Ensemble avec nos soignants - France 2
  - Allez viens, je t'emmène... - France 3
- Captations
  - Cérémonie d'ouverture de la Coupe du monde de football de 2010
  - Les Robins des Bois - La Cape et l'Épée
  - Les Robins des Bois - L'instant norvégien
  - Les Robins des Bois - Le spectacle
  - Les Robins des Bois - Sont des cons et toujours des cons

## Autres infos
Jean-Jacques Amsellem a réalisé 10 des 17 premières parties de soirée de Star Academy 7 et de Star Academy 8 et a été choisi pour réaliser des matchs de la coupe du monde de football de 1998 dont la finale.